# Alfa Romeo C43
Der Alfa Romeo C43 ist der Formel-1-Rennwagen von Alfa Romeo Racing für die Formel-1-Weltmeisterschaft 2023. Er ist der 31. Formel-1-Wagen von Sauber und der fünfte, der unter der Bezeichnung Alfa Romeo Racing gemeldet ist. Er wurde am 7. Februar 2023 in Zürich präsentiert.
Da es sich bei der Umbenennung des Teams um ein reines Titelsponsoring handelt, wird bei der Bezeichnung des Wagens die bisherige Nomenklatur fortgeführt. Die Bezeichnung setzt sich somit, wie bei allen Fahrzeugen von Sauber, aus dem C für Christiane, der Ehefrau von Teamgründer Peter Sauber, gefolgt von einer fortlaufenden Nummer, zusammen.

## Technik und Entwicklung
Wie alle Formel-1-Fahrzeuge des Jahres 2023 ist der C43 ein hinterradangetriebener Monoposto mit einem Monocoque aus kohlenstofffaserverstärktem Kunststoff (CFK). Außer dem Monocoque bestehen auch viele weitere Teile des Fahrzeugs, darunter die Karosserieteile und das Lenkrad, aus CFK. Auch die Bremsscheiben sind aus einem mit Kohlenstofffasern verstärkten Verbundwerkstoff.
Der C43 ist das Nachfolgemodell des Alfa Romeo C42. Da das technische Reglement zur Saison 2023 nur geringe Veränderungen umfasst, ist das Fahrzeug eine Weiterentwicklung des Vorjahresmodells.
Angetrieben wird der C43 von einem 1,6-Liter-V6-Motor von Ferrari in der Fahrzeugmitte mit Turbolader sowie einem 120 kW starken Elektromotor; es ist also ein Hybridelektrokraftfahrzeug. Die Kraft überträgt ein sequentielles, mit Schaltwippen betätigtes Achtganggetriebe. Das Fahrzeug hat nur zwei Pedale, ein Gaspedal (rechts) und ein Bremspedal (links). Genau wie viele andere Funktionen wird die Kupplung, die nur beim Anfahren aus dem Stand gebraucht wird, über einen Hebel am Lenkrad bedient.
Das Fahrzeug ist 2000 mm, 970 mm und mehr als 5000 mm lang. Das Gewicht beträgt einschließlich Fahrer 798 kg. Der Wagen hat 305 mm breite Vorderreifen und 405 mm breite Hinterreifen des Einheitslieferanten Pirelli auf 18-Zoll-Rädern.
Der C43 verfügt, wie alle Formel-1-Fahrzeuge seit 2011, über ein Drag Reduction System (DRS), das durch Flachstellen eines Teils des Heckflügels den Luftwiderstand des Fahrzeugs auf den Geraden verringert, wenn es eingesetzt werden darf. Auch das DRS wird mit einem Schalter am Lenkrad des Wagens aktiviert.
Der C43 ist mit dem Halo-System ausgestattet, das einen zusätzlichen Schutz für den Kopf des Fahrers bietet.

## Lackierung und Sponsoring
Der C43 ist überwiegend in Schwarz und Dunkelrot lackiert.
Es wirbt Stake als Hauptsponsor auf dem Fahrzeug. Weitere Sponsoren sind KICK, Hyland, Cielo, Marelli, Pirelli, Accelleron Industries, SenseTime und Singha.

## Fahrer
Alfa Romeo Racing tritt in der Saison 2023 erneut mit der Fahrerpaarung Valtteri Bottas und Guanyu Zhou an.

## Ergebnisse der Saison
| Fahrer                          | Nr.                             | 1  | 2  | 3  | 4   | 5  | 6 | 7  | 8  | 9  | 10 | 11 | 12 | 13 | 14  | 15 | 16  | 17  | 18 | 19 | 20 | 21  | 22 | 23 | Punkte | Rang |
| ------------------------------- | ------------------------------- | -- | -- | -- | --- | -- | - | -- | -- | -- | -- | -- | -- | -- | --- | -- | --- | --- | -- | -- | -- | --- | -- | -- | ------ | ---- |
| Formel-1-Weltmeisterschaft 2023 | Formel-1-Weltmeisterschaft 2023 |    |    |    |     |    |   |    |    |    |    |    |    |    |     |    |     |     |    |    |    |     |    |    | 16     | 9.   |
| V. Bottas                       | 77                              | 8  | 18 | 11 | 18  | 13 | C | 11 | 19 | 10 | 15 | 12 | 12 | 12 | 14  | 10 | DNF | DNF | 8  | 12 | 15 | DNF | 17 | 19 | 16     | 9.   |
| G. Zhou                         | 24                              | 16 | 13 | 9  | DNF | 16 | C | 13 | 9  | 16 | 12 | 15 | 16 | 13 | DNF | 14 | 12  | 13  | 9  | 13 | 14 | DNF | 15 | 17 | 16     | 9.   |

| Legende  | Legende            | Legende                                                          |
| Farbe    | Abkürzung          | Bedeutung                                                        |
| -------- | ------------------ | ---------------------------------------------------------------- |
| Gold     | –                  | Sieg                                                             |
| Silber   | –                  | 2. Platz                                                         |
| Bronze   | –                  | 3. Platz                                                         |
| Grün     | –                  | Platzierung in den Punkten                                       |
| Blau     | –                  | Klassifiziert außerhalb der Punkteränge                          |
| Violett  | DNF                | Rennen nicht beendet (did not finish)                            |
| Violett  | NC                 | nicht klassifiziert (not classified)                             |
| Rot      | DNQ                | nicht qualifiziert (did not qualify)                             |
| Rot      | DNPQ               | in Vorqualifikation gescheitert (did not pre-qualify)            |
| Schwarz  | DSQ                | disqualifiziert (disqualified)                                   |
| Weiß     | DNS                | nicht am Start (did not start)                                   |
| Weiß     | WD                 | zurückgezogen (withdrawn)                                        |
| Hellblau | PO                 | nur am Training teilgenommen (practiced only)                    |
| Hellblau | TD                 | Freitags-Testfahrer (test driver)                                |
| ohne     | DNP                | nicht am Training teilgenommen (did not practice)                |
| ohne     | INJ                | verletzt oder krank (injured)                                    |
| ohne     | EX                 | ausgeschlossen (excluded)                                        |
| ohne     | DNA                | nicht erschienen (did not arrive)                                |
| ohne     | C                  | Rennen abgesagt (cancelled)                                      |
| ohne     | keine WM-Teilnahme |                                                                  |
| sonstige | P/fett             | Pole-Position                                                    |
| sonstige | 1/2/3/4/5/6/7/8    | Punktplatzierung im Sprint-/Qualifikationsrennen                 |
| sonstige | SR/kursiv          | Schnellste Rennrunde                                             |
| sonstige | *                  | nicht im Ziel, aufgrund der zurückgelegten Distanz aber gewertet |
| sonstige | ()                 | Streichresultate                                                 |
| sonstige | unterstrichen      | Führender in der Gesamtwertung                                   |